# Kōji Yakusho
Kōji Hashimoto (橋本 広司, Hashimoto Kōji, nascut l'1 de gener de 1956), conegut professionalment com a Kōji Yakusho (役所 広司, Yakusho Kōji), és un actor japonès. És conegut internacionalment pels seus papers protagonistes a Shall We Dansu? (1996), Jūsannin no Shikaku (2010), El tercer assassinat (2017), Korō no Chi (2018), Subarashiki Sekai (2020) i The Days (2023). Per la seva actuació a Perfect Days (2023), va ser guardonat amb el premi al millor actor al 76è Festival Internacional de Cinema de Canes.

## Primers anys i educació
Yakusho va néixer a Isahaya (Nagasaki), el més petit de cinc germans. Després de graduar-se a l'Escola Superior de Tecnologia de la Prefectura de Nagasaki el 1974, va treballar a l'oficina municipal de Chiyoda, o kuyakusho, a Tòquio, de la qual més tard va prendre el seu nom artístic.

## Carrera professional
El 1976, va veure una producció d'Els baixos fons de Makxim Gorki (interpretada per Tatsuya Nakadai) i es va inspirar, primer per mirar-la, i després per participar-hi, i tantes obres com fos possible.
A la primavera de 1978 va fer una audició per a l'estudi d'actuació Mumeijuku de Tatsuya Nakadai, i va ser un dels quatre escollits d'entre 800 candidats.
El 1983, va aconseguir el paper d'Oda Nobunaga al drama d'un any de NHK Tokugawa Ieyasu i va ser catapultat a la fama. També va aparèixer en una versió televisiva de Miyamoto Musashi des de 1984 fins a 1985. Durant diversos anys, va interpretar a Kuji Shinnosuke (o "Sengoku"), un dels personatges principals del jidaigeki Sanbiki ga Kiru!. Va interpretar un personatge important al Tampopo de Juzo Itami de 1986.
El 1988, el ministre japonès d'Educació, Ciència, Esports i Cultura li va donar un premi especial pel seu treball al cinema i va continuar apareixent en pel·lícules i en diversos programes de televisió durant els anys 90.
El 1996 i 1997, Yakusho va gaudir de diversos èxits importants. Unagi, dirigida per Shohei Imamura, en la qual interpretava el paper d’enamorat de l'anguila, va guanyar la Palma d'Or al 50è Festival Internacional de Cinema de Canes. Lawrence Van Gelder al New York Times va qualificar la seva actuació d'"infalible". Shitsurakuen, sobre un doble suïcidi, va ser al segon lloc després de La princesa Mononoke a la taquilla japonesa.

### Reconeisement internacional:Shall We Dance?
Shall We Dansu? va ser un èxit tan important al Japó que va inspirar una mania de ball domèstic. Els grups de ball i les escoles de dansa anunciades es van multiplicar al país després de l'estrena de la pel·lícula, i persones que abans mai admetien haver fet classes ho deien amb orgull. El director Masayuki Suo va dir sobre el seu protagonista, que fins aquell moment era conegut sobretot per interpretar un samurai guapo, "pensàvem que podia interpretar a aquest home de negocis japonès cansat i amb excés de treball, i ho va fer... [Ell] ho va fer tot i es va prendre la seva formació de dansa tan seriosament."
La pel·lícula també va ser una de les pel·lícules més taquilleras del Japó fora del país. Va guanyar 9,5 milions de dòlars als EUA i va inspirar un remake protagonitzada per Jennifer Lopez i Richard Gere, amb Gere interpretant el paper de Yakusho.

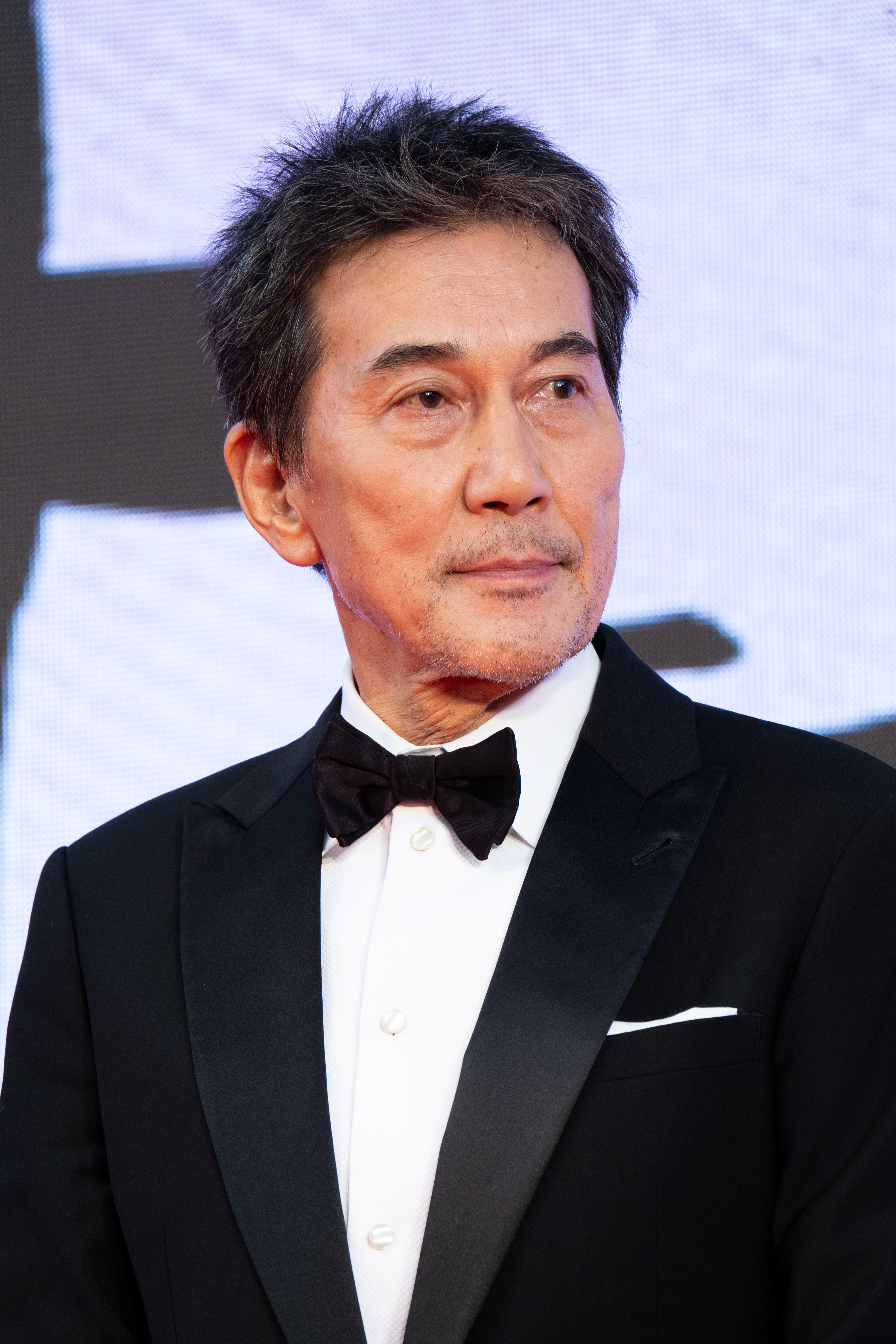
Koji Yakusho al 32è Festival Internacional de Cinema de Tòquio el 2019

A continuació, Yakusho va guanyar el Hochi Film Award al millor actor per Bounce Ko Gals, una pel·lícula que tracta específicament sobre la prostitució a l'escola secundària i el culte als diners en general. Va col·laborar amb el director de terror Kiyoshi Kurosawa a Cure, Ningen gōkaku, Kōrei, Charisma, Kairo, Doppelganger, Retribution, i Tokyo Sonata. Yakusho va trobar més reconeixement entre el públic internacional fins a cert punt amb papers en pel·lícules com  Memòries d'una geisha i Babel. A aquesta última, dirigida per Alejandro González Iñárritu, va interpretar el pare del sordmut interpretat per Rinko Kikuchi.

### Èxit continuat
El 2009, va debutar com a director amb Toad's Oil. El 2010 i el 2011 va formar part dels dos repartiments a les pel·lícules de samurais de Takashi Miike, Jūsannin no Shikaku i Ichimei. Aquesta última va ser en 3D i la primera pel·lícula en 3D a competir al Festival Internacional de Cinema de Canes.
A la pel·lícula de drama bèl·lic de 2011 Rengō Kantai Shirei Chōkan: Yamamoto Isoroku, Yakusho va interpretar l'almirall Isoroku Yamamoto. Yakusho va ser l'únic actor considerat per al paper; si no l'hagués acceptat, la pel·lícula hauria estat cancel·lada.
El 2018 va actuar a Korō no Chi. Pel seu paper a Perfect Days, dirigida per Wim Wenders, Yakusho va guanyar el premi al millor actor al 76è Festival Internacional de Cinema de Canes. El mateix any, ha estat seleccionat com a cineasta enfocat pel 60ns Premis Cavall d'Or.

## Filmografia

### Cinema
| Any  | Títol                                        | Paper                          | Director              | Notes                                        | Ref.    |
| ---- | -------------------------------------------- | ------------------------------ | --------------------- | -------------------------------------------- | ------- |
| 1979 | Yami no Karyudo                              | Kuwano                         | Hideo Gosha           |                                              | [ 18 ]  |
| 1979 | Eireitachi no oenka: saigo no sôkeisen       |                                | Kihachi Okamoto       |                                              | [ 19 ]  |
| 1980 | Ània, la noia de la neu                      | Jove soldat (veu)              | Kimio Yabuki          |                                              | [ 20 ]  |
| 1981 | Nihon no Atsui Hibi Bōsatsu: Shimoyama Jiken | Periodista                     | Kei Kumai             |                                              | [ 21 ]  |
| 1982 | Onimasa                                      | Kondō                          | Hideo Gosha           |                                              | [ 22 ]  |
| 1982 | Himeyuri no Tô                               | Otaka                          | Tadashi Imai          |                                              | [ 23 ]  |
| 1982 | The Legend of Sayo                           | Hatsutaro                      | Tetsutaro Murano      |                                              | [ 24 ]  |
| 1985 | Tampopo                                      | Home amb vestit blanc          | Juzo Itami            |                                              | [ 25 ]  |
| 1987 | The Great Department Store Robbery           | Intèrpret de cello             | Azuma Morisaki        |                                              | [ 26 ]  |
| 1988 | Another Way: D-Kikan Joho                    | Naoto Sekiya                   | Kōsaku Yamashita      | Paper principal                              | [ 27 ]  |
| 1990 | Pod severnym siyaniyem                       | Genzo Tamiya                   | Toshio Gotō           | Paper principal                              | [ 28 ]  |
| 1993 | Gurenbana                                    | Kenzo Nakada                   | Mamoru Watanabe       |                                              | [ 29 ]  |
| 1993 | Drug Connection                              | Ryosuke Kano                   | Shōkaku Baba          | Paper principal                              | [ 30 ]  |
| 1994 | Osaka Gokudo Senso: Shinoidare               | Ippei Yoshikawa                | Tatsuoki Hosono       |                                              | [ 31 ]  |
| 1995 | Kamikaze Taxi                                | Kantake                        | Masato Harada         | Paper principal                              | [ 32 ]  |
| 1996 | Shall We Dansu?                              | Shohei Sugiyama                | Masayuki Suo          | Paper principal                              | [ 33 ]  |
| 1996 | Nemuru Otoko                                 | Kamimura                       | Kōhei Oguri           |                                              | [ 34 ]  |
| 1996 | Shabu Gokudo                                 | Makabe                         | Tatsuoki Hosono       | Paper principal                              | [ 35 ]  |
| 1997 | Shitsurakuen                                 | Shoichiro Kuki                 | Yoshimitsu Morita     | Paper principal                              | [ 36 ]  |
| 1997 | Unagi                                        | Takuro Yamashita               | Shohei Imamura        | Paper principal                              | [ 37 ]  |
| 1997 | Bounce Ko Gals                               | Oshima                         | Masato Harada         | Paper principal                              | [ 38 ]  |
| 1997 | Cure                                         | Kenichi Takabe                 | Kiyoshi Kurosawa      | Paper principal                              | [ 39 ]  |
| 1998 | Kizuna                                       | Takaaki Ise/Tetsuro Haga       | Kichitaro Negishi     |                                              | [ 40 ]  |
| 1998 | Tadon to chikuwa                             | Kida                           | Jun Ichikawa          | Paper principal                              | [ 41 ]  |
| 1999 | Ningen gōkaku                                | Fujimori                       | Kiyoshi Kurosawa      |                                              | [ 42 ]  |
| 1999 | Charisma                                     | Goro Yabuike                   | Kiyoshi Kurosawa      | Paper principal                              | [ 43 ]  |
| 1999 | Spellbound                                   | Hiroshi Kitano                 | Masato Harada         | Paper principal                              | [ 44 ]  |
| 2000 | Swing Man                                    | Estrella de cinema             | Tetsu Maeda           |                                              | [ 45 ]  |
| 2000 | Dora-heita                                   | Koheita "Dora-heita" Mochizuki | Kon Ichikawa          | Paper principal                              | [ 46 ]  |
| 2000 | Eureka                                       | Makoto Sawai                   | Shinji Aoyama         | Paper principal                              | [ 47 ]  |
| 2001 | Kairo                                        | Capità de vaixell              | Kiyoshi Kurosawa      | Cameo                                        | [ 48 ]  |
| 2001 | Akai Hashi no Shita no Nurui Mizu            | Yosuke Sasano                  | Shōhei Imamura        | Paper principal                              | [ 49 ]  |
| 2002 | The Choice of Hercules                       | Atsuyuki Sassa                 | Masato Harada         | Paper principal                              | [ 50 ]  |
| 2003 | Doppelganger                                 | Michio Hayasaki                | Kiyoshi Kurosawa      | Paper principal                              | [ 9 ]   |
| 2003 | Fireflies: River of Light                    | Mr. Takiguchi                  | Hiroshi Sugawara      |                                              | [ 51 ]  |
| 2004 | The Hunter and the Hunted                    | Detectiu Jin Sekikawa          | Izuru Narushima       | Paper principal                              | [ 52 ]  |
| 2004 | Tokyo: Level One                             | El Governador de Tòquio        | Gen Yamakawa          | Paper principal                              | [ 53 ]  |
| 2004 | Lakeside Murder Case                         | Shunsuke Namiki                | Shinji Aoyama         | Paper principal                              | [ 54 ]  |
| 2004 | Warai no Daigaku                             | Mutsuo Sakisaka                | Mamoru Hoshi          | Paper principal                              | [ 55 ]  |
| 2005 | Lorelei: The Witch of the Pacific Ocean      | Masami Shin'ichi               | Shinji Higuchi        | Paper principal                              | [ 56 ]  |
| 2005 | Memòries d'una geisha                        | Nobu                           | Rob Marshall          | Pel·lícula estatunidenca                     | [ 57 ]  |
| 2006 | The Uchōten Hotel                            | Heikichi Shindo                | Kōki Mitani           | Paper principal                              | [ 58 ]  |
| 2006 | Babel                                        | Yasujiro Wataya                | Alejandro G. Iñárritu | Pel·lícula estrangera                        | [ 59 ]  |
| 2006 | Veïns invasors                               | RJ (veu)                       | Tim & Karey           | Versió japonesa                              | [ 60 ]  |
| 2006 | Retribution                                  | Noboru Yoshioka                | Kiyoshi Kurosawa      | Paper principal                              | [ 61 ]  |
| 2007 | Soredemo boku wa yattenai                    | Masayoshi Arakawa              | Masayuki Suo          |                                              | [ 62 ]  |
| 2007 | Argentine Baba                               | Satoru Wakui                   | Naoki Nagao           | Paper principal                              | [ 63 ]  |
| 2007 | Seda                                         | Hara Jubei                     | François Girard       | Pel·lícula estrangera                        | [ 64 ]  |
| 2007 | Walking My Life                              | Yukihiro Fujiyama              | Satoshi Isaka         | Paper principal                              | [ 65 ]  |
| 2008 | Paco and the Magical Book                    | Onuki                          | Tetsuya Nakashima     | Paper principal                              | [ 66 ]  |
| 2008 | Tokyo Sonata                                 | El lladre                      | Kiyoshi Kurosawa      |                                              | [ 67 ]  |
| 2009 | Tsurugidake Ten no Ki                        | Morisaku Furuta                | Daisaku Kimura        |                                              | [ 68 ]  |
| 2009 | Gelatin Silver Love                          | Client                         | Kazumi Kurigami       |                                              | [ 69 ]  |
| 2009 | Toad's Oil                                   | Takuro Yazawa                  | Himself               | Paper principal & director                   | [ 13 ]  |
| 2009 | Astro Boy                                    | Dr. Bill Tenma (voice)         | David Bowers          | Japanese version                             | [ 70 ]  |
| 2010 | Jūsannin no Shikaku                          | Shinzaemon Shimada             | Takashi Miike         | Paper principal                              | [ 71 ]  |
| 2010 | The Last Ronin                               | Magozaemon Senoo               | Shigemichi Sugita     | Paper principal                              | [ 72 ]  |
| 2011 | Ichimei                                      | Kageyu Saito                   | Takashi Miike         |                                              | [ 73 ]  |
| 2011 | Isoroku                                      | Isoroku Yamamoto               | Izuru Narushima       | Paper principal                              | [ 74 ]  |
| 2011 | Waga haha no ki                              | Kōsaku                         | Masato Harada         | Paper principal                              | [ 75 ]  |
| 2011 | Kitsutsuki to Ame                            | Katsuhiko                      | Shūichi Okita         | Paper principal                              | [ 76 ]  |
| 2012 | Tsui no Shintaku                             | Shinzo Egi                     | Masayuki Suo          |                                              | [ 77 ]  |
| 2013 | Kiyosu Kaigi                                 | Shibata Katsuie                | Kōki Mitani           | Paper principal                              | [ 78 ]  |
| 2014 | Kawaki                                       | Akikazu Fujishima              | Tetsuya Nakashima     | Paper principal                              | [ 79 ]  |
| 2014 | Higurashi no Ki)                             | Shūkoku Toda                   | Takashi Koizumi       | Paper principal                              | [ 80 ]  |
| 2015 | The Emperor in August                        | Korechika Anami                | Masato Harada         | Paper principal                              | [ 81 ]  |
| 2015 | El nen i la bèstia                           | Kumatetsu (veu)                | Mamoru Hosoda         | Paper principal                              | [ 82 ]  |
| 2015 | Mifune: The Last Samurai                     | Ell mateix                     | Steven Okazaki        | Documentary film                             | [ 83 ]  |
| 2017 | Sekigahara                                   | Tokugawa Ieyasu                | Masato Harada         |                                              | [ 84 ]  |
| 2017 | Oh Lucy!                                     | Komori                         | Atsuko Hirayanagi     | Pel·lícula americano-japonesa                | [ 85 ]  |
| 2017 | El tercer assassinat                         | Misumi                         | Hirokazu Kore-eda     |                                              | [ 86 ]  |
| 2018 | Korō no Chi                                  | Shōgo Ōgami                    | Kazuya Shiraishi      | Paper principal                              | [ 87 ]  |
| 2018 | Mirai                                        | Avi (veu)                      | Mamoru Hosoda         |                                              | [ 88 ]  |
| 2019 | Wings Over Everest                           | Jiang Yuesheng                 | Fay Yu                | Paper principal; pel·lícula xinesa           | [ 89 ]  |
| 2019 | Whistleblower                                | Kase                           | Katsuo Fukuzawa       | Cameo                                        | [ 90 ]  |
| 2021 | Subarashiki Sekai                            | Masao Mikami                   | Miwa Nishikawa        | Paper principal                              | [ 91 ]  |
| 2021 | The Supporting Actors In Byplaywood          | Himself                        | Daigo Matsui          |                                              | [ 92 ]  |
| 2021 | Belle                                        | Pare de Suzu (veu)             | Mamoru Hosoda         |                                              | [ 93 ]  |
| 2022 | The Pass: Last Days of the Samurai           | Kawai Tsugunosuke              | Takashi Koizumi       | Paper principal                              | [ 94 ]  |
| 2023 | Perfect Days                                 | Hirayama                       | Wim Wenders           | Paper principal; pel·lícula germano-japonesa | [ 95 ]  |
| 2023 | Familia                                      | Seiji                          | Izuru Narushima       | Paper principal                              | [ 96 ]  |
| 2023 | Father of the Milky Way Railroad             | Masajirō Miyazawa              | Izuru Narushima       | Paper principal                              | [ 97 ]  |
| 2023 | Madogiwa no Totto-chan                       | Sōsaku Kobayashi (veu)         | Shinnosuke Yakuwa     |                                              | [ 98 ]  |
| 2024 | Hakkenden: Fiction and Reality               | Takizawa Bakin                 | Fumihiko Sori         | Paper principal                              | [ 99 ]  |
| 2025 | Snowflowers: Seeds of Hope                   | Hino Teisai                    | Takashi Koizumi       |                                              | [ 100 ] |

### Televisió
| Any       | Títol                   | Paper                  | Cadena   | Notes                        | Ref.    |
| --------- | ----------------------- | ---------------------- | -------- | ---------------------------- | ------- |
| 1980      | Shishi no Jidai         | Murakami Taiji         | NHK      | Taiga drama                  | [ 101 ] |
| 1981      | Onna Taikōki            | Oda Nobutaka           | NHK      | Taiga drama                  | [ 102 ] |
| 1983      | Tokugawa Ieyasu         | Oda Nobunaga           | NHK      | Taiga drama                  | [ 103 ] |
| 1984–1985 | Miyamoto Musashi        | Miyamoto Musashi       | NHK      | Paper principal              | [ 104 ] |
| 1986      | Inochi                  | Hamamura               | NHK      | Taiga drama                  | [ 105 ] |
| 1987–1995 | Sanbiki ga Kiru!        | Kuji Shin'nosuke       | TV Asahi | 7 seasons                    | [ 106 ] |
| 1990      | Moeyo Ken               | Hijikata Toshizō       | TV Tokyo | Paper principal; miniseries  | [ 107 ] |
| 1991      | Takeda Shingen          | Takeda Shingen         | TBS      | Paper principal; TV movie    | [ 108 ] |
| 1994      | Hana no Ran             | Ibuki Saburo Nobutsuna | NHK      | Taiga drama                  | [ 109 ] |
| 2000      | Aikotoba wa Yūki        | Jintaro Akatsuki       | Fuji TV  | Paper principal              | [ 110 ] |
| 2000      | Kōrei                   | Sato                   | Fuji TV  | Paper principal; TV movie    | [ 111 ] |
| 2001      | Band of Brothers        | Richard Winters        | HBO      | Veu en japonès               | [ 112 ] |
| 2010      | Wagaya no Rekishi       | Narrador               | Fuji TV  | Minisèrie                    | [ 113 ] |
| 2011      | Early Autumn            | Shinpei Matsubara      | TBS      | Paper principal; TV movie    | [ 114 ] |
| 2014      | Oyaji no Senaka         | Sōsuke Aoki            | TBS      | Paper principal; episode 2   | [ 115 ] |
| 2017      | Ties: A Miraculous Colt | Masayuki               | NHK      | Paper principal; miniseries  | [ 116 ] |
| 2017      | Rikuoh                  | Kōichi Miyazawa        | TBS      | Paper principal              | [ 117 ] |
| 2017      | The Supporting Actors   | Ell mateix             | TV Tokyo | Episodi 1                    | [ 118 ] |
| 2019      | Idaten                  | Kanō Jigorō            | NHK      | Taiga drama                  | [ 119 ] |
| 2021      | Pension Metsa           | Tsuneki                | Wowow    | Episodi 1                    | [ 120 ] |
| 2021      | Matrilineal Family      | Yoshizō Yajima         | TV Asahi | Aparició especial; minisèrie | [ 121 ] |
| 2023      | The Days                | Masao Yoshida          | Netflix  | Paper principal              | [ 122 ] |
| 2023      | Vivant                  | Nogoon Beki            | TBS      |                              | [ 123 ] |

## Reconeixements

### Honors d’estat
| País | Any  | Honor                   | Ref.    |
| ---- | ---- | ----------------------- | ------- |
| Japó | 2012 | Medala amb Cinta Porpra | [ 124 ] |

### Premis i nominacions
| Organitzacions                                   | Any          | Categoria                                             | Treball                                                    | Resultat  | Ref.    |
| ------------------------------------------------ | ------------ | ----------------------------------------------------- | ---------------------------------------------------------- | --------- | ------- |
| Agència d'Afers Culturals                        | 1998         | Premis de foment de l'art                             | Unagi, Shitsurakuen, Bounce Ko Gals, Cure                  | Guanyador | [ 126 ] |
| Asia Pacific Screen Awards                       | 2017         | Millor actuació d'un actor                            | El tercer assassinat                                       | Nominat   | [ 127 ] |
| Asia Pacific Screen Awards                       | 2023         | Millor actuació                                       | Perfect Days                                               | Nominat   | [ 128 ] |
| Asia-Pacific Film Festival                       | 2023         | Millor actor protagonista                             | Perfect Days                                               | Nominat   | [ 129 ] |
| Asian Film Awards                                | 2011         | Millora ctor                                          | Jūsannin no Shikaku                                        | Nominat   | [ 130 ] |
| Asian Film Awards                                | 2012         | Millora ctor                                          | Chronicle of My Mother                                     | Nominat   | [ 131 ] |
| Asian Film Awards                                | 2019         | Millora ctor                                          | Korō no Chi                                                | Guanyador | [ 132 ] |
| Asian Film Awards                                | 2019         | Premi a l'excel·lència al cinema asiàtic              |                                                            | Honrat    | [ 132 ] |
| Asian Film Awards                                | 2021         | Millor actor                                          | Subarashiki Sekai                                          | Nominat   | [ 134 ] |
| Asian Film Awards                                | 2024         | Millor actor                                          | Perfect Days                                               | Guanyador | [ 135 ] |
| Blue Ribbon Awards                               | 1997         | Millor actor                                          | Shall We Dansu?, Nemuru Otoko, Shabu gokudo                | Guanyador | [ 136 ] |
| Blue Ribbon Awards                               | 1998         | Millor actor                                          | Unagi, Shitsurakuen, Cure                                  | Guanyador | [ 137 ] |
| Blue Ribbon Awards                               | 2016         | Millor actor                                          | The Emperor in August                                      | Nominat   | [ 138 ] |
| Blue Ribbon Awards                               | 2018         | Millor actor secundari                                | El tercer assassinat, Sekigahara                           | Nominat   | [ 139 ] |
| Blue Ribbon Awards                               | 2019         | Millor actor                                          | Korō no Chi                                                | Nominat   | [ 140 ] |
| Blue Ribbon Awards                               | 2022         | Millor actor                                          | Subarashiki Sekai                                          | Nominat   | [ 141 ] |
| Blue Ribbon Awards                               | 2024         | Millor actor                                          | Perfect Days                                               | Nominat   | [ 142 ] |
| Festival Internacional de Cinema de Canes        | 2023         | Millor actor                                          | Perfect Days                                               | Guanyador | [ 143 ] |
| Festival Internacional de Cinema de Chicago      | 2001         | Silver Hugo – Millor actor                            | Warm Water Under a Red Bridge                              | Guanyador | [ 144 ] |
| Festival Internacional de Cinema de Chicago      | 2020         | Silver Hugo – Millor actuació                         | Subarashiki Sekai                                          | Guanyador | [ 145 ] |
| Premi Chlotrudis                                 | 1998         | Millor actor                                          | Shall We Dansu?                                            | Nominat   | [ 146 ] |
| Premis de la Crítica Cinematogràfica             | 2007         | Millor conjunt d'actuació                             | Babel                                                      | Nominat   | [ 147 ] |
| Festival de Cinema Asiàtic de Deauville          | 2008         | Homenatge                                             |                                                            | Guanyador | [ 148 ] |
| Festival Internacional de Cinema de Dubai        | 2011         | Muhr AsiaAfrica Feature – Millor Actor                | The Woodsman and the Rain                                  | Guanyador | [ 149 ] |
| Premis Elan d'or                                 | 1984         | Revelacióde l'any                                     |                                                            | Guanyador | [ 150 ] |
| Gold Derby Awards                                | 2007         | Millor repartiment                                    | Babel                                                      | Nominat   | [ 151 ] |
| Premis Gotham                                    | 2006         | Millor repartiment de conjunt                         | Babel                                                      | Guanyador | [ 152 ] |
| GQ Japan                                         | 2021         | Homes de l'any Millor actor                           |                                                            | Guanyador | [ 153 ] |
| Festival Internacional de Cinema de Hawaii       | 2012         | Premi a la trajectòria professional                   | Honrat                                                     | [ 155 ]   |         |
| Hochi Film Award                                 | 1996         | Millor Actor                                          | Shall We Dansu?, Nemuru Otoko, Shabu gokudo                | Guanyador | [ 156 ] |
| Hochi Film Award                                 | 1997         | Millor Actor                                          | Unagi, Shitsurakuen, Bounce Ko Gals                        | Guanyador | [ 156 ] |
| Hochi Film Award                                 | 2017         | Millor actor secundari                                | El tercer assassinat, Sekigahara                           | Guanyador | [ 157 ] |
| Hochi Film Award                                 | 2018         | Millor actor                                          | Korō no Chi                                                | Guanyador | [ 158 ] |
| Hochi Film Award                                 | 2021         | Millor actor                                          | Subarashiki Sekai                                          | Nominat   | [ 159 ] |
| Premis de l'Acadèmia Japonesa                    | 1991         | Millor actor principal                                | Pod severnym siyaniyem                                     | Nominat   | [ 160 ] |
| Premis de l'Acadèmia Japonesa                    | 1997         | Millor actor principal                                | Shall We Dansu?                                            | Guanyador | [ 161 ] |
| Premis de l'Acadèmia Japonesa                    | 1998         | Millor actor principal                                | Unagi                                                      | Guanyador | [ 162 ] |
| Premis de l'Acadèmia Japonesa                    | 1999         | Millor actor principal                                | Kizuna                                                     | Nominat   | [ 163 ] |
| Premis de l'Acadèmia Japonesa                    | 2000         | Millor actor principal                                | Spellbound                                                 | Nominat   | [ 164 ] |
| Premis de l'Acadèmia Japonesa                    | 2001         | Millor actor principal                                | Dora-heita                                                 | Nominat   | [ 165 ] |
| Premis de l'Acadèmia Japonesa                    | 2002         | Millor actor principal                                | Warm Water Under a Red Bridge                              | Nominat   | [ 166 ] |
| Premis de l'Acadèmia Japonesa                    | 2003         | Millor actor principal                                | The Choice of Hercules                                     | Nominat   | [ 167 ] |
| Premis de l'Acadèmia Japonesa                    | 2005         | Millor actor principal                                | Warai no Daigaku                                           | Nominat   | [ 168 ] |
| Premis de l'Acadèmia Japonesa                    | 2007         | Millor actor principal                                | The Uchōten Hotel                                          | Nominat   | [ 169 ] |
| Premis de l'Acadèmia Japonesa                    | 2008         | Millor actor principal                                | Walking My Life                                            | Nominat   | [ 170 ] |
| Premis de l'Acadèmia Japonesa                    | 2009         | Millor actor principal                                | Paco and the Magical Book                                  | Nominat   | [ 171 ] |
| Premis de l'Acadèmia Japonesa                    | 2011         | Millor actor principal                                | Jūsannin no Shikaku                                        | Nominat   | [ 172 ] |
| Premis de l'Acadèmia Japonesa                    | 2012         | Millor actor principal                                | The Last Ronin                                             | Nominat   | [ 173 ] |
| Premis de l'Acadèmia Japonesa                    | 2013         | Millor actor principal                                | Chronicle of My Mother                                     | Nominat   | [ 174 ] |
| Premis de l'Acadèmia Japonesa                    | 2013         | Millor actor principal                                | Isoroku                                                    | Nominat   | [ 174 ] |
| Premis de l'Acadèmia Japonesa                    | 2015         | Millor actor principal                                | A Samurai Chronicle                                        | Nominat   | [ 175 ] |
| Premis de l'Acadèmia Japonesa                    | 2016         | Millor actor principal                                | The Emperor in August                                      | Nominat   | [ 176 ] |
| Premis de l'Acadèmia Japonesa                    | 2018         | Best Actor in a Supporting Role                       | El tercer assassinat                                       | Guanyador | [ 177 ] |
| Premis de l'Acadèmia Japonesa                    | 2018         | Best Actor in a Supporting Role                       | Sekigahara                                                 | Nominat   | [ 177 ] |
| Premis de l'Acadèmia Japonesa                    | 2019         | Millor actor principal                                | Korō no Chi                                                | Guanyador | [ 178 ] |
| Premis de l'Acadèmia Japonesa                    | 2022         | Millor actor principal                                | Subarashiki Sekai                                          | Nominat   | [ 179 ] |
| Premis de l'Acadèmia Japonesa                    | 2024         | Millor actor principal                                | Perfect Days                                               | Guanyador | [ 180 ] |
| Japan Cuts                                       | 2012         | Excel·lència en cinema                                |                                                            | Honrat    | [ 182 ] |
| Premis de la Crítica de Cinema Japonesa          | 1996         | Millor actor                                          | Shall We Dansu?, Nemuru Otoko, Shabu gokudo                | Guanyador | [ 183 ] |
| Premis Kinema Junpo                              | 1997         | Millor actor                                          | Shall We Dansu?                                            | Guanyador | [ 184 ] |
| Premis Kinema Junpo                              | 1998         | Millor actor                                          | Unagi, Shitsurakuen                                        | Guanyador | [ 185 ] |
| Premis Kinema Junpo                              | 2022         | Millor actor                                          | Subarashiki Sekai                                          | Guanyador | [ 186 ] |
| Premis Kinema Junpo                              | 2024         | Millor actor                                          | Perfect Days, Familia i Father of the Milky Way Railroad   | Guanyador | [ 187 ] |
| Festival Internacional de Cinema i Art de Kyoto  | 2014         | Premi Toshiro Mifune                                  |                                                            | Honrat    | [ 189 ] |
| Premis de Cinema Mainichi                        | 1996         | Millor actor                                          | Kamikaze Taxi                                              | Guanyador | [ 190 ] |
| Premis de Cinema Mainichi                        | 1997         | Millor actor                                          | Shall We Dansu?, Nemuru Otoko, Shabu gokudo                | Guanyador | [ 191 ] |
| Premis de Cinema Mainichi                        | 2018         | Millor actor secundari                                | El tercer assassinat                                       | Guanyador | [ 192 ] |
| Premis de Cinema Mainichi                        | 2019         | Millor actor                                          | Korō no Chi                                                | Nominat   | [ 193 ] |
| Premis de Cinema Mainichi                        | 2022         | Millor actor                                          | Subarashiki Sekai                                          | Nominat   | [ 194 ] |
| Festival de Televisió de Montecarlo              | 2013         | Nimfa d'Or per actors destacats                       | Early Autumn                                               | Nominat   | [ 195 ] |
| Nikkan Sports Film Award                         | 1996         | Millor actor                                          | Shall We Dansu?                                            | Guanyador | [ 196 ] |
| Nikkan Sports Film Award                         | 2017         | Millor actor secundari                                | El tercer assassinat, Sekigahara                           | Guanyador | [ 197 ] |
| Nikkan Sports Film Award                         | 2018         | Millor actor                                          | Korō no Chi                                                | Nominat   | [ 198 ] |
| Nippon Connection                                | 2017         | Premi Nippon Honor                                    |                                                            | Honored   | [ 200 ] |
| \| style="text-align: center;" \| 2019           | Millor actor | Korō no Chi                                           | Guanyador                                                  | [ 201 ]   |         |
| Festival Internacional de Cinema de Palm Springs | 2007         | Millor repartiment de conjunt                         | Babel                                                      | Guanyador | [ 202 ] |
| San Diego Film Critics Society                   | 2006         | Millor conjunt                                        | Babel                                                      | Guanyador | [ 203 ] |
| Premi del Sindicat d'Actors de Cinema            | 2007         | Actuació destacada d'un repartiment en una pel·lícula | Babel                                                      | Nominat   | [ 204 ] |
| Festival Internacional de Cinema de Singapur     | 2017         | Cinema Legend Award                                   |                                                            | Honrat    | [ 206 ] |
| Festival de Cinema de Sitges                     | 2014         | Millor actor                                          | Kawaki                                                     | Guanyador | [ 207 ] |
| TAMA Film Awards                                 | 2012         | Millor actor                                          | Isoroku, Chronicle of My Mother, The Woodsman and the Rain | Guanyador | [ 208 ] |
| TAMA Film Awards                                 | 2021         | Millor actor                                          | Subarashiki Sekai, The Supporting Actors, Belle            | Guanyador | [ 209 ] |
| Premis de l'Acadèmia de Drama de Televisió       | 2018         | Millor actor                                          | Rikuoh                                                     | Guanyador | [ 210 ] |
| The Men's Fashion Unity                          | 2007         | Premi al millor vestuari                              |                                                            | Guanyador | [ 211 ] |
| Festival Internacional de Cinema de Tòquio       | 1997         | Millor actor                                          | Cure                                                       | Guanyador | [ 212 ] |
| Tokyo Sports Film Award                          | 2018         | Millor actor secundari                                | El tercer assassinat                                       | Nominat   | [ 213 ] |
| Tokyo Sports Film Award                          | 2019         | Millor actor                                          | Korō no Chi                                                | Nominat   | [ 214 ] |
| Festival de Cinema de Yokohama                   | 1997         | Millor actor                                          | Shall We Dansu?, Nemuru Otoko, Shabu gokudo                | Guanyador | [ 215 ] |
| Festival de Cinema de Yokohama                   | 2005         | Millor actor                                          | Warai no Daigaku, Yudan Taiteki, Tokyo Genpatsu            | Guanyador | [ 216 ] |
| Festival de Cinema de Yokohama                   | 2019         | Millor actor                                          | Korō no Chi                                                | Guanyador | [ 217 ] |
| Zenkoku Eiren Awards                             | 1997         | Millor actor                                          | Shall We Dansu?                                            | Guanyador | [ 218 ] |
| Zenkoku Eiren Awards                             | 2013         | Millor actor                                          | Chronicle of My Mother                                     | Guanyador | [ 218 ] |
| Zenkoku Eiren Awards                             | 2018         | Best Supporting Actor                                 | El tercer assassinat                                       | Guanyador | [ 218 ] |
| Zenkoku Eiren Awards                             | 2022         | Millor actor                                          | Subarashiki Sekai                                          | Guanyador | [ 218 ] |